# Daytime Emmy Awards 1981
La cerimonia della 8ª edizione dei Daytime Emmy Awards (8th Daytime Emmy Awards) si è tenuta il 21 maggio 1981 e ha premiato i migliori programmi e personaggi televisivi del 1980..
La cerimonia è stata presentata da Dick Clark ed è stata trasmessa dalla ABC.

## Daytime Emmy Awards

### Soap opera

#### Miglior serie drammatica
- General Hospital, trasmessa dalla ABC
  - I Ryan (Ryan's Hope), trasmessa dalla ABC
  - La valle dei pini (All My Children), trasmessa dalla ABC

#### Miglior attore protagonista in una serie drammatica
- Douglass Watson, per aver interpretato Mac Cory in Destini
  - Larry Bryggman, per aver interpretato John Dixon in Così gira il mondo (As the World Turns)
  - Henderson Forsythe, per aver interpretato David Stewart in Così gira il mondo
  - Anthony Geary, per aver interpretato Luke Spencer in General Hospital
  - James Mitchell, per aver interpretato Palmer Cortlandt in La valle dei pini

#### Miglior attrice protagonista in una serie drammatica
- Judith Light, per aver interpretato Karen Wolek in Una vita da vivere (One Life to Live)
  - Julia Barr, per aver interpretato Brooke English in La valle dei pini
  - Helen Gallagher, per aver interpretato Maeve Ryan ne I Ryan
  - Susan Lucci, per aver interpretato Erica Kane in La valle dei pini
  - Robin Strasser, per aver interpretato Dorian Lord in Una vita da vivere

#### Miglior attore non protagonista in una serie drammatica
- Larry Haines, per aver interpretato Stu Bergman in Aspettando il domani (Search for Tomorrow)
  - Richard Backus, per aver interpretato Barry Ryan in I Ryan
  - Matthew Cowles, per aver interpretato Billy Clyde Tuggle in La valle dei pini
  - Justin Deas, per aver interpretato Tom Hughes in Così gira il mondo
  - William Mooney, per aver interpretato Paul Martin in La valle dei pini

#### Miglior attrice non protagonista in una serie drammatica
- Jane Elliot, per aver interpretato Tracy Quartermaine in General Hospital
  - Randall Edwards, per aver interpretato Delia Ryan in I Ryan
  - Lois Kibbee, per aver interpretato Geraldine Whitney Saxon in Ai confini della notte
  - Elizabeth Lawrence, per aver interpretato Myra Sloane in La valle dei pini
  - Jacklyn Zeman, per aver interpretato Bobbie Spencer in General Hospital

#### Miglior team di registi di una serie drammatica
- Marlene Laird, Alan Pultz e Phil Sogard per General Hospital
  - Larry Auerbach, Jack Coffey, Sherrell Hoffman e Jørn Winther per La valle dei pini
  - Norman Hall, Peter Miner e David Pressman per Una vita da vivere

#### Miglior team di sceneggiatori di una serie drammatica
- Robert Dwyer, Nancy Franklin, Harding Lemay e Douglas Marland per Sentieri (Guiding Light)
  - Sheri Anderson, Margaret DePriest, Pat Falken Smith, Frank Salisbury e Margaret Stewart per General Hospital
  - Cynthia Benjamin, Clarice Blackburn, Cathy Chicos, Caroline Franz, Agnes Nixon, Mary K. Wells, Wisner Washam e Jack Wood per La valle dei pini
  - Lanie Bertram, Fred Corke, Sam Hall, Peggy O'Shea, Gordon Russell e Don Wallace per Una vita da vivere

### Serie e programmi speciali

#### Miglior serie d'intrattenimento per ragazzi
- ABC Afterschool Specials per l'episodio A Matter of Time., trasmessa dalla ABC
  - CBS Afternoon Playhouse per l'episodio I Think I'm Having a Baby , trasmessa dalla CBS
  - Special Treat per l'episodio Sunshine's On The Way, trasmessa dalla NBC

#### Miglior serie o programma speciale educativo o d'informazione per ragazzi
- The CBS Festival of Lively Arts for Young People per l'episodio Julie Andrews' Invitation to the Dance with Rudolf Nureyev, trasmessa dalla CBS

### Programmi d'intrattenimento

#### Miglior talk show
- The Phil Donahue Show, trasmesso in syndication

#### Miglior game show
- The $20,000 Pyramid, trasmesso dalla ABC
  - Family Feud, trasmesso dalla ABC
  - Hollywood Squares, trasmesso dalla NBC

#### Miglior programma d'intrattenimento
- The Merv Griffin Show, trasmesso in syndication
  - The David Letterman Show, trasmesso dalla NBC

#### Miglior programma per bambini
- Captain Kangaroo, trasmesso dalla CBS
- A Tale of Two Cities, trasmesso dalla NBC 
  - ABC Weekend Special, trasmesso dalla ABC
  - Once Upon a Classic, trasmesso dalla ABC

#### Miglior programma educativo o d'informazione per bambini
- 30 Minutes, trasmesso dalla CBS
  - Animals, Animals, Animals, trasmesso dalla ABC
  - Kids Are People Too, trasmesso dalla ABC
  - Sesame Street, trasmesso dalla PBS

#### Miglior presentatore di un talk show
- Hugh Downs, per aver presentato Over Easy

#### Miglior presentatore di un programma d'intrattenimento
- David Letterman, per aver presentato The David Letterman Show

#### Miglior presentatore di un game show
- Peter Marshall, per aver presentato Hollywood Squares
  - Dick Clark, per aver presentato The $20,000 Pyramid
  - Richard Dawson, per aver presentato Family Feud

#### Miglior regista di un talk show
- Jerry Kupcinet per The Richard Simmons Show
  - Vincent Casalaina per Over Easy
  - Ron Weiner per The Phil Donahue Show

#### Miglior regista di un programma d'intrattenimento
- Sterling Johnson per Dinah!
  - Dick Carson The Merv Griffin Show

#### Miglior regista di un game show
- Mike Gargiulo per The $20,000 Pyramid
  - Paul Alter per Family Feud

#### Miglior regista di un programma per bambini
- John Herzfeld per l'episodio Stoned della serie ABC Afterschool Special
  - Don Roy King per Kids Are People Too

#### Miglior performer di un programma o serie televisiva per bambini
- Danny Aiello per aver interpretato Dominic Ginetti nell'episodio A Family of Strangers della serie ABC Afterschool Special
- Bill Cosby per la serie Albertone (Fat Albert and the Cosby Kids)
- Ken Howard per la serie The Body Human: Facts for Boys
- Marlo Thomas per la serie The Body Human: Facts for Girls 
  - Julie Andrews per la puntata Julie Andrews' Invitation to the Dance with Rudolf Nureyev della serie The CBS Festival of Lively Arts for Young People
  - Scott Baio per aver interpretato Jack Melon nell'episodio Stoned della serie ABC Afterschool Special
  - Bill Bixby per l'episodio A Tale Of Two Cities (part 1) della serie Once Upon a Classic
  - Hal Linden per la puntata Llama della serie Animals, Animals, Animals

#### Miglior autore o sceneggiatore di un programma o serie televisiva per bambini
- Blossom Elfman per l'episodio I Think I'm Having a Baby (part 2) della serie CBS Afternoon Playhouse
- Robert E. Fuisz per la serie The Body Human: Facts for Girls
- Mary Ryan per il cortometraggio Mandy's Grandmother 
  - Bob Brush per la serie Captain Kangaroo
  - Sara Compton, Judy Freudberg, Tony Geiss, John Glines, Emily Kingsley, Luis Santeiro, Ray Sipherd, Norman Stiles, Peter Swet per la serie Sesame Street
  - Paul W. Cooper per l'episodio A Matter of Time della serie ABC Afterschool Special
  - John Herzfeld per l'episodio Stoned della serie ABC Afterschool Special